# گروس تیتی (لوئیزیانا)
گروس تیتی (به انگلیسی: Grosse Tete) شهری در ایالت لوئیزیانا کشور ایالات متحده آمریکا است که جمعیت آن در سرشماری سال ۲۰۱۰ میلادی، ۶۴۷ نفر بوده‌است.